# Vintage (Stilrichtung)

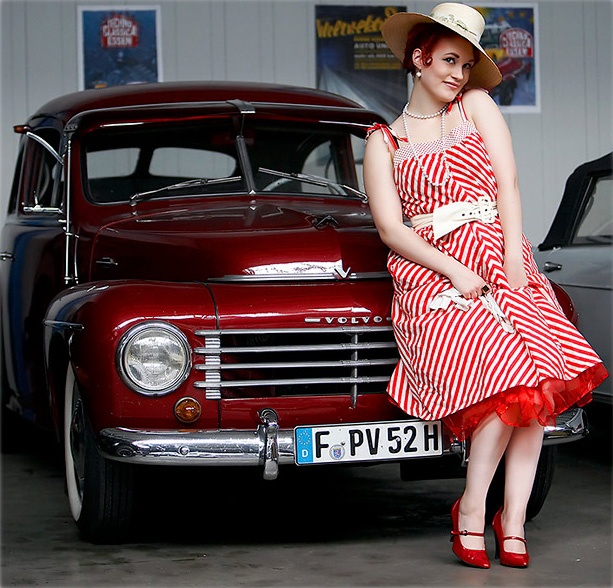
Vintage der 1950er Jahre

Vintage (engl. „altmodisch“, „alt“, „klassisch“, „aus einer bestimmten Zeit“) ist eine Stilrichtung in Mode und Design, bei der ältere, meist gebrauchte, Kleidungsstücke, Möbel, Musikinstrumente, Schmuck, Accessoires, Bilder, Fahrzeuge oder andere Gebrauchsgegenstände wiederverwendet oder nachgeahmt werden. Der Begriff leitet sich vermutlich von der Verwendung in der Weinkunde ab, wo Vintage den Jahrgang oder die Lese eines Weines bezeichnet.
Vintage-Objekte werden häufig auf Flohmärkten, in Second-Hand- und Online-Shops vermarktet. Sie können auf Auktionen zum Teil hohe Preise erzielen.

## Vintage als Modestil

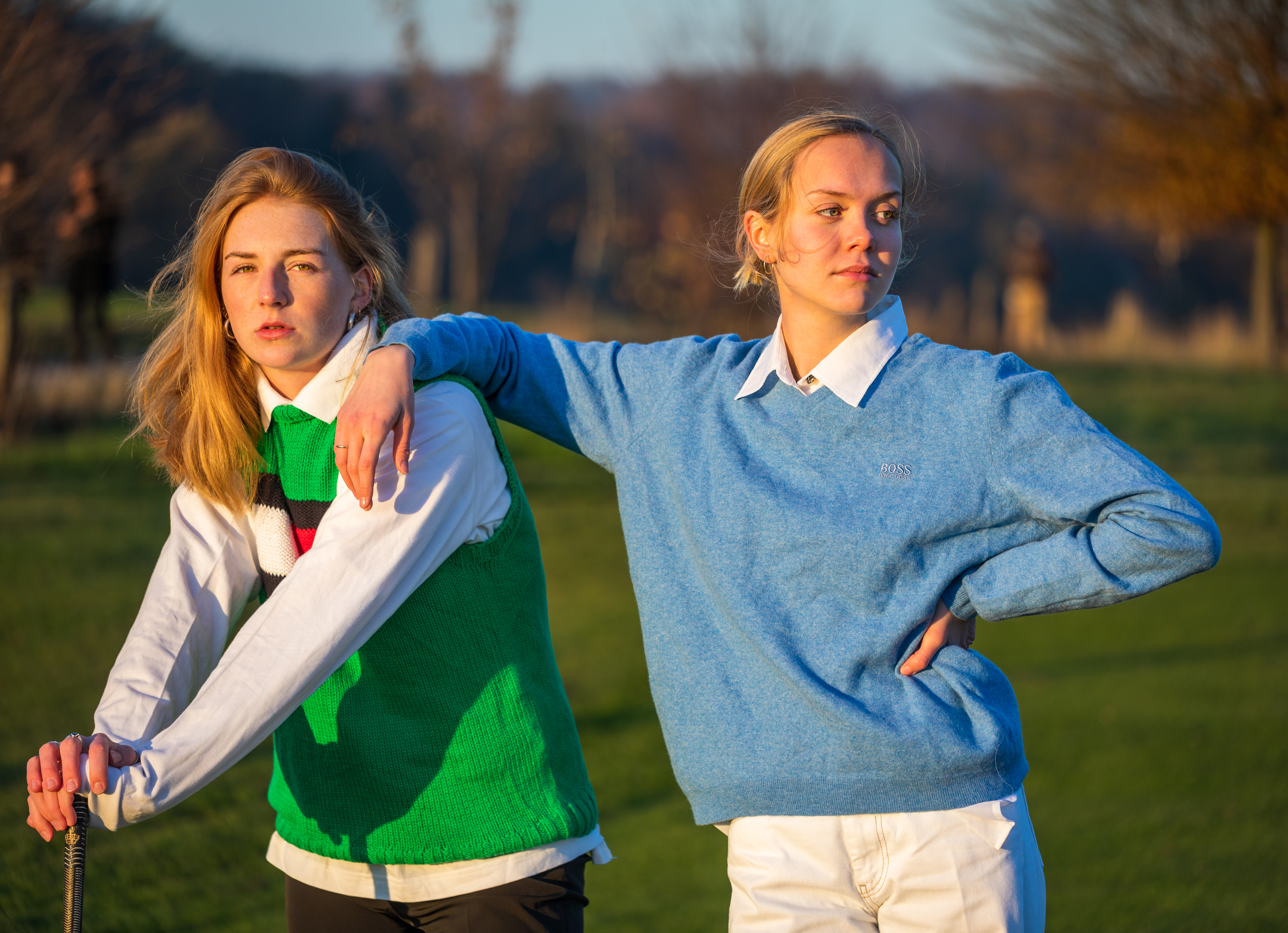
Beispiel für Vintage-Mode bei Mitgliedern der Generation Z

Umgangssprachlich werden die Begriffe Vintage, Secondhandkleidung und Retro in Bezug auf Kleidung oder Mode gelegentlich synonym verwendet, bezeichnen aber eigentlich unterschiedliche Konzepte. Um Vintage zu sein, kann Kleidung neu oder gebraucht sein, muss aber ein gewisses Alter haben – konkret wird oft von 1920 bis 1980 gesprochen. Ein Vintage-Kleid kann also Secondhandkleidung sein, muss es aber nicht. Kleidung oder Accessoires im Retro-Look kopieren Schnitte, Farben oder Muster vergangener Jahrzehnte, sind aber neu hergestellt. Ein Beispiel dafür sind die neu produzierten Casio-Uhren im Stil der 70er Jahre. Davon komplett unabhängig ist der Used-Look, bei dem Kleidungsstücke in der Herstellung absichtlich mit vermeintlichen Gebrauchsspuren versehen werden – beispielsweise Jeans, die aus modischen Gründen mit Löchern versehen oder ausgebleicht werden.

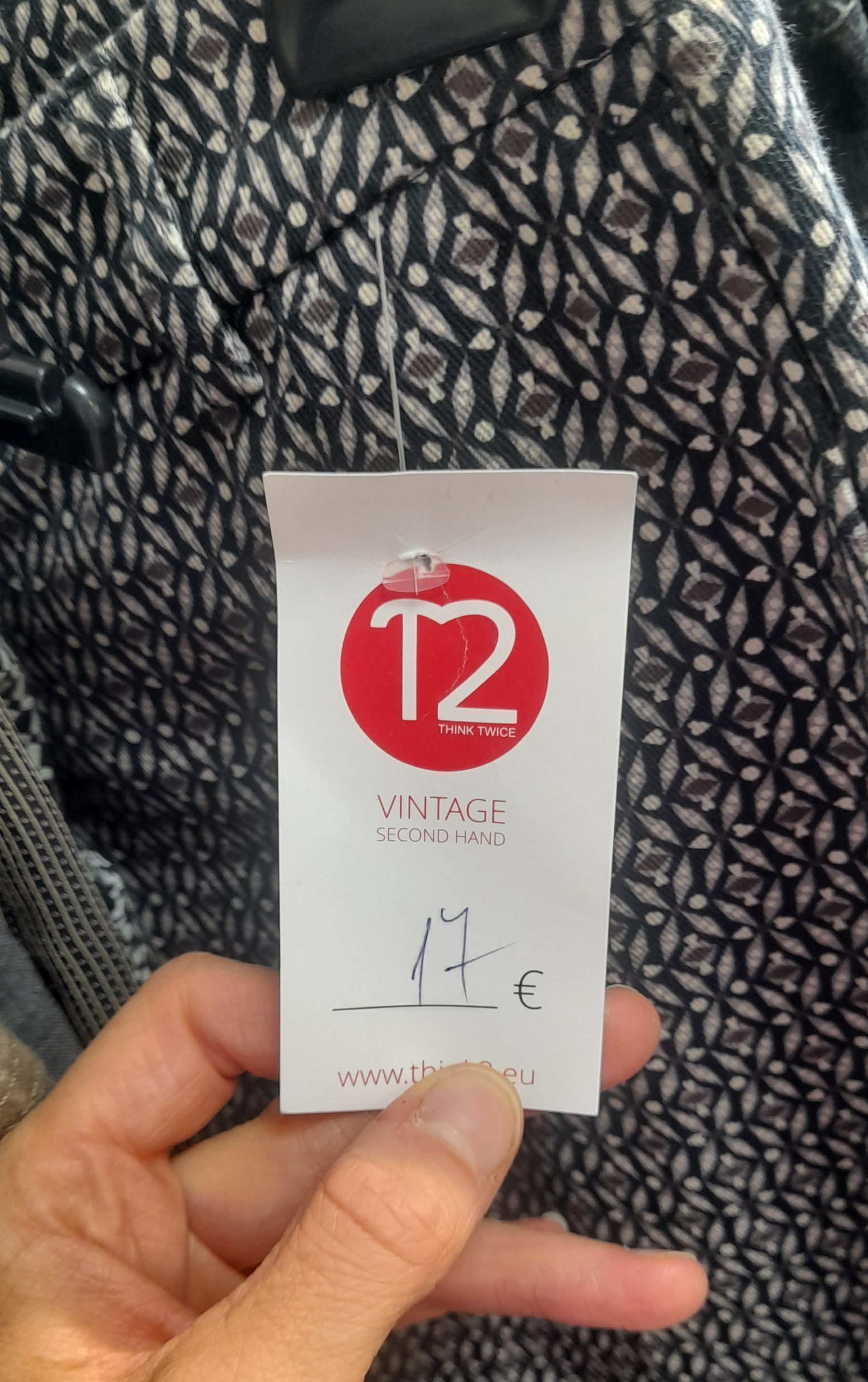
Bei diesem großen Anbieter wird der Begriff „Vintage“ für jede Art der angebotenen Secondhandkleidung genutzt (Think-Twice-Filiale in Bonn, 2023)

In der Kleidermode versteht man unter Vintage auch oft ein Kleidungsstück aus einer älteren Kollektion eines Designers. Bei den großen Modehäusern wurden Vintage-Kollektionen wesentlich durch einen Auftritt der Filmschauspielerin Julia Roberts bei der Oscar-Verleihung 2001 in einem fast 20 Jahre alten Kleid von Valentino befördert. Seit einiger Zeit werden auch klassische Parfüms, die seit langer Zeit auf dem Markt sind, wie etwa Chanel Nº 5, als Vintage bezeichnet.

## Vintage in anderen Bereichen

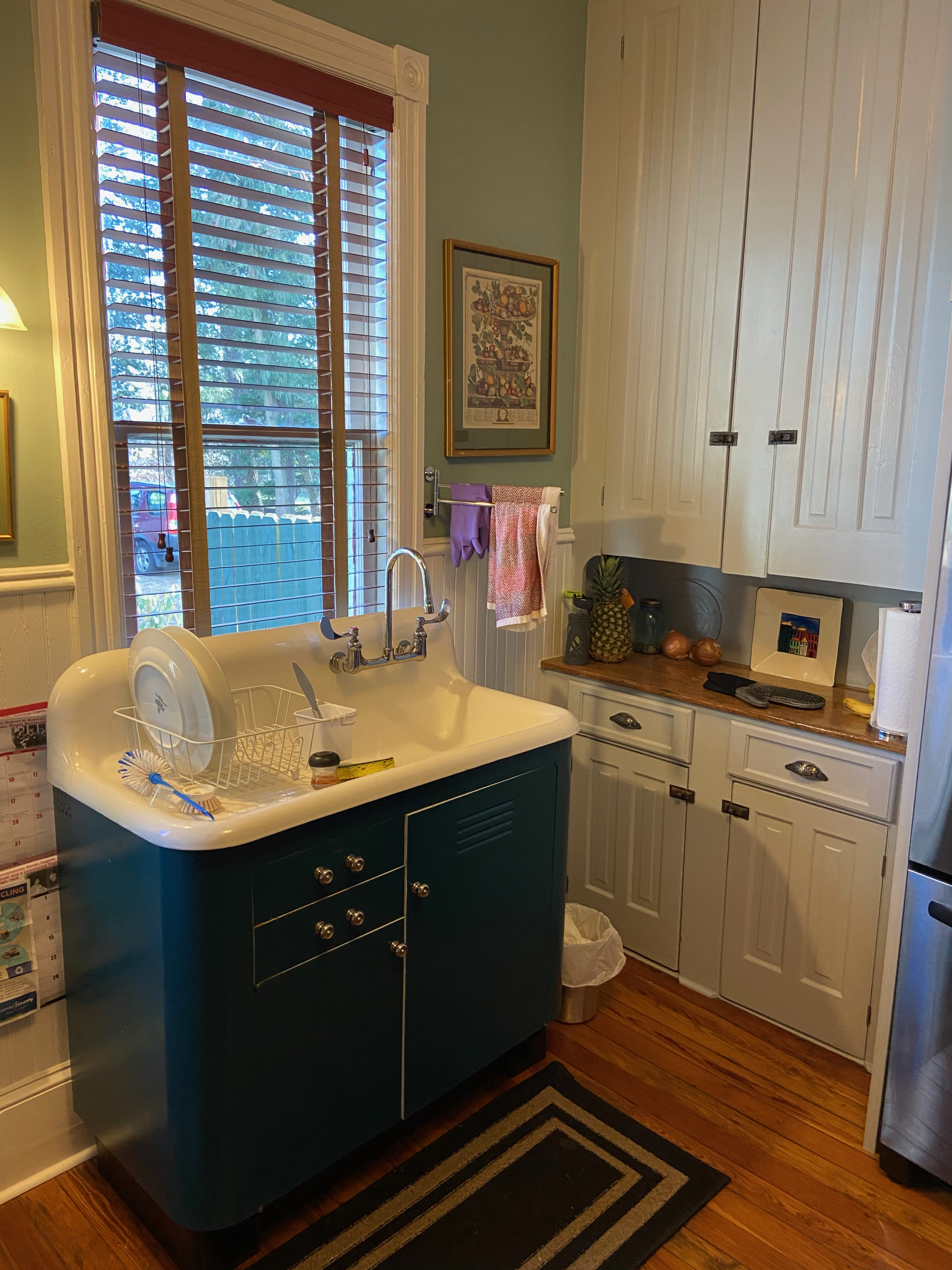
Eine restaurierte Vintage-Kommode als Teil einer modernen Inneneinrichtung, 2020

Im Gegensatz zu Retro betrifft Vintage das Material, die Machart und die Textur eines Produkts und weniger die weiteren, zum Beispiel historischen, Hintergründe von Bezugnahmen. So berührt der Begriff Vintage in der Musik zuerst die Instrumentenebene, dann die Verwendung von Formeln historischer Genres und Stile. Auch Referenzen auf vorhergehende Aspekte von Musik, zum Beispiel Rock-’n’-Roll- oder Psychedelic-Rock-Formeln, werden bei heutigen Produktionen als Vintage identifiziert. In der Fotografie bezeichnet man Aufnahmen im Stil der 20er- bis 60er-Jahre als Vintage.
Das Design von Vintage-Wohnungen ist heute ein beliebter Einrichtungsstil. Viele Menschen integrieren klassische und Retro-Elemente in ihre Wohnräume, um eine einladende Atmosphäre zu schaffen.